# Les lettres chinoises
Les lettres chinoises ist der zweite Roman der chinesisch-kanadischen Schriftstellerin Ying Chen. Es handelt sich um einen Briefroman. Der Titel des Romans lässt sich mit „Chinesische Briefe“ übersetzen und ist eine Anspielung an Montesquieus Persische Briefe. Das chinesische Schriftzeichen auf der Buchvorderseite bedeutet Gedicht.
Das Buch wurde 1993 im Leméac Verlag erstveröffentlicht. 1999 erschien eine überarbeitete Version des Buches, ebenfalls im Leméac Verlag. Der Artikel bezieht sich auf die zweite Version des Romans. Die Unterschiede der Versionen werden im letzten Abschnitt dieses Artikels kurz beschrieben.

## Inhalt

### Handlung
In dem Roman Les lettres chinoises von Ying Chen geht es um eine Fernbeziehung zwischen Yuan und seiner Verlobten Sassa. Yuan entschließt sich seine Heimatstadt Schanghai zu verlassen und nach Montreal zu gehen. Sassa hingegen bleibt in Schanghai zurück. Yuan und Sassa beginnen sich Briefe zu schreiben, um den Kontakt aufrechtzuerhalten. In den Briefen erzählen sie ihre Erlebnisse von den starken Gefühlen füreinander und ihrer Sehnsucht.
Yuan berichtet über seine ersten Erlebnisse in einem fremden Land und über seine Eindrücke von der Kultur und der Modernität des Westens. Sassa, die vergeblich versucht, ihren Verlobten Yuan in Montréal zu besuchen, wird durch die Behörden daran gehindert, da diese ihre Reiseunterlagen verloren haben. Nachdem sie ihre neuen Reiseunterlagen beantragt hat, hindert sie ihre Gesundheit daran, ihren Verlobten zu besuchen.
Zur gleichen Zeit pflegt Sassa Kontakt zu ihrer Freundin Da Li, die ebenfalls nach Montréal ausgewandert ist. Diese erzählt ihr von ihren Erlebnissen und ihrer unglücklichen Liebe zu einem verlobten Chinesen, der ebenfalls dort lebt. Sassa steht ihr in dieser Zeit beratend zur Seite. Am Ende des Romans bekommt Yuan einen Anruf von seinem Vater, der ihm mitteilt, dass Sassa im Krankenhaus liegt. Daraufhin fragt Yuan seine Verlobte, ob er zurückkommen soll. Sassa verneint seine Frage und sie schreiben daraufhin ihre letzten Briefe, bis sie schließlich Abschied von ihm nimmt.

### Figuren
Les lettres chinoises erzählt die Geschichte von 3 Personen:
- Yuan, ein junger Chinese, der sich entschließt seine Heimat Schanghai zu verlassen und nach Montréal auszuwandern.
- Sassa, die Verlobte von Yuan, bleibt in China zurück und hofft darauf, Yuan bald in Montréal besuchen zu dürfen. Sie konnte ihren Verlobten in Montréal zunächst nicht besuchen, weil sie Probleme mit der Ausstellung ihres Reisepasses hatte und danach erkrankte. Bis zum Ende des Buches schafft sie es nicht mehr, nach Montreal zu reisen, trotz ihrer Liebe und Bindung zueinander. Ihr intimes Verhältnis wird für den Leser anhand der zahlreichen Briefe deutlich.
- Da Li, eine gute Freundin von Yuan und Sassa, entschließt sich ebenfalls nach Montréal auszuwandern. Sie verliebt sich dort in einen Chinesen, der bereits verlobt ist. Seine zukünftige Frau lebt jedoch in China. Trotz der Umstände, lässt sie sich auf eine Beziehung mit ihm ein, obwohl sie sich sicher ist, dass die Bindung zeitlich begrenzt sein wird. Da Li steht in enger Beziehung zu Sassa, die ihr immer zur Seite steht.

### Themen
In dem Briefen werden unterschiedliche Themen angesprochen.
- In den Briefen von Sassa an Yuan werden unter anderem Themen wie das Exil, die Entdeckung, Freiheit, Sehnsucht und Liebe behandelt.
- In den Briefen von Yuan an Sassa werden für den Leser Themen wie das Exil, Furcht, Kulturschock, Träume und Entwurzelung angesprochen.

Im ersten Brief des Romans stehen zentrale Themen wie die Zugehörigkeit, die Entdeckung und die Identifikation im Vordergrund. Yuan schildert seine ersten Eindrücke als Einwanderer in einem fremden Land.
Erst in der Situation des Exils, der Entwurzelung und der Sehnsucht entdeckt Yuan seine starke Zugehörigkeit zu seinem Heimatland China. Der Kontrast zwischen der chinesischen Tradition und der Modernität steht auch im Zentrum des Romans. Das Thema der unmöglichen Liebe zwischen Sassa und Yuan stellt auch eines der Hauptthemen dar.

#### Die Distanz
Die Verlobten sind durch eine geografische und zeitliche Distanz getrennt. Der Zeitunterschied zwischen Schanghai und Montréal beträgt 12 Stunden. Durch diesen Zeitunterschied leben Yuan und Sassa in verschiedenen Rhythmen; wenn es bei Yuan Tag ist, ist es bei Sassa Nacht und vice versa. Die Briefe sind nicht datiert; das könnte an der Schwierigkeit liegen, den Gregorianischen Kalender in den Chinesischen Kalender zu konvertieren. Die Distanz der Verlobten in Raum und Zeit führt zu einer immer größer werdenden emotionalen Entfernung zwischen Sassa und Yuan.

#### Die Mobilität und Immobilität
Weitere in Les lettres chinoises sind zudem die Themen Mobilität und Immobilität. Irene Oore ordnet die Figur Sassa der Immobilität, die Figur Da Li der Mobilität zu. Sassa bleibt zuerst aufgrund der bürokratischen Probleme in Schanghai, und später wird sie durch ihre Krankheit gehindert, das Land zu verlassen; sie ist somit immobil. Außerdem steht sie der Auswanderung nicht sehr positiv bzw. enthusiastisch gegenüber. Sie schreibt in einem Brief: „Il n'est pas plus facile de quitter son pays que d'y rester.“ Die Mobilität von Da Li zeigt sich zum einen in den vielen Ortsänderungen, zum anderen in ihrer eigenen Aussage. Im Alter von 14 Jahren ist Da Li für einige Monate von Schanghai nach Peking gezogen, später von Schanghai nach Montréal, und in einem ihrer letzten Briefe kündigt sie ihre Abreise von Montréal nach Paris an. In einem Brief an ihre Freundin Sassa schreibt Da Li:

« J'ai décidé de partir, Sassa. Je t'ai dit cette phrase il n'y a pas longtemps à Shanghai. Il me semble que cette phrase m'a suivie depuis ma naissance et elle restera en moi pour toujours. »

## Form

### Briefroman
Les lettres chinoises ist ein Briefroman. Er besteht aus einem Briefwechsel zwischen drei verschiedenen Personen: Yuan, Sassa und Da Li. Besonders ausgeprägt ist hier die Abfolge bzw. der Wechsel von fiktiven Briefen zwischen den beiden Protagonisten Yuan und Sassa.
Der Briefroman hat besondere Merkmale, zum einen erlaubt er dem Lesenden eine unmittelbarere Anteilnahme am Geschehen, zum anderen erlaubt die erzählende Ich-Form und die besondere Zeit-Struktur offenere und subtilere Selbstdarstellung als die personale Erzählperspektive.

### Aufbau
Das Buch umfasst 56 Briefe. Die ersten sieben Briefe sind von den Verlobten Yuan und Sassa geschrieben. Von Brief 8 bis Brief 50 meldet sich neben Yuan und Sassa noch Da Li, eine gute Freundin Sassas zu Wort. Die letzten Briefe, 51 bis 57, sind wiederum von Yuan und Sassa geschrieben.
Die produktivste Schreiberin ist Sassa, sie meldet sich in 27 Briefen zu Wort, davon sind 18 an ihren Verlobten Yuan und 9 an ihre Freundin Da Li adressiert. Da Li antwortet in 10 Briefen an Sassa. Yuan schreibt insgesamt 20 Briefe, von denen, mit Ausnahme eines Briefes an seinen Vater, alle an Sassa gerichtet sind.
Der erste Brief des Romans ist von Yuan an seine Verlobte Sassa gerichtet. Gleich im ersten Brief wird veranschaulicht, dass Yuan seine Heimat Schanghai verlassen hat und nach Montréal ausgewandert ist: „Me voilà à l'aéroport de Vancouver.“ Ebenfalls im ersten Brief wird die Beziehung zwischen Yuan und Sassa deutlich.
Die Briefe erscheinen in einer chronologischen und logischen Reihenfolge, jeder Briefschreiber liest den Brief des anderen und antwortet. Es kommt jedoch vor, dass 2 hintereinanderfolgende Briefe vom gleichen Absender sind, meistens ist dies der Fall, wenn Sassa zwei aufeinanderfolgende Briefe schreibt, jedoch mit unterschiedlichen Empfängern.
Die letzten Briefe wiederum zwischen Sassa und Yuan sind sehr kurz geschrieben und handeln im Wesentlichen von der großen Distanz und der damit verbundenen Sehnsucht füreinander. Der letzte Brief ist nur drei Zeilen lang und von Sassa an Yuan gerichtet. In diesem Abschnitt verabschiedet sich Sassa von Yuan.

## Unterschiede der Versionen
Die erste Version von Les lettres chinoises enthält 69 Briefe. In dieser ersten Version gibt es vier Briefeschreiber sowie vier Empfänger. Zu den Personen zählen: Yuan, Sassa, Da Li und der Vater von Yuan. In der zweiten Version wurde die Anzahl der Briefe auf 57 reduziert. In dieser Version sind Yuan, Sassa und Da Li Sender sowie Empfänger von Briefen und der Vater von Yuan ist ausschließlich Empfänger.

## Textausgabe
- CHEN, Ying: Les lettres chinoises. Montréal, Leméac, 1993

## Sekundärliteratur
- Carmen Andrei: Ying Chen, Les lettres chinoises. in Parcours Québécois: Introduction à la littérature du Québec, hrsg. von Pierre Morel, Cartier 2007, ISBN 978-9975-79-141-0.
- Brigitte Aubonnet: Interview mit Ying Chen. In: Encres Vagabondes. (online verfügbar).
- Christine Lorre: Ying Chen’s ‘Poetic Rebellion’. Relocating the Dialogue, In Search of Narrative Renewal. In: Asian Canadian Writing Beyond Autoethnography. hrsg. von Eleanor Ty & Christl Verduyn. Waterloo, Ontario: Wilfrid Laurier Univ. Press, 2008, S. 267–295.
- Irène Oore: Les lettres chinoise. Un roman épistolaire. In: Voix plurielles. Volume 1, Nr. 1, 2004, ISSN 1925-0614, (online verfügbar).
- Irène Oore: Les lettres chinoises de Ying Chen: le mobile et l'immobile (online verfügbar)